# Кастільйоне-ді-Сицилія
Кастільйоне-ді-Сицилія (італ. Castiglione di Sicilia, сиц. Castigghiuni di Sicilia) — муніципалітет в Італії, у регіоні Сицилія,  метрополійне місто Катанія.
Кастільйоне-ді-Сицилія розташоване на відстані близько 500 км на південний схід від Рима, 160 км на схід від Палермо, 45 км на північ від Катанії.
Населення — 3270 осіб (2014).

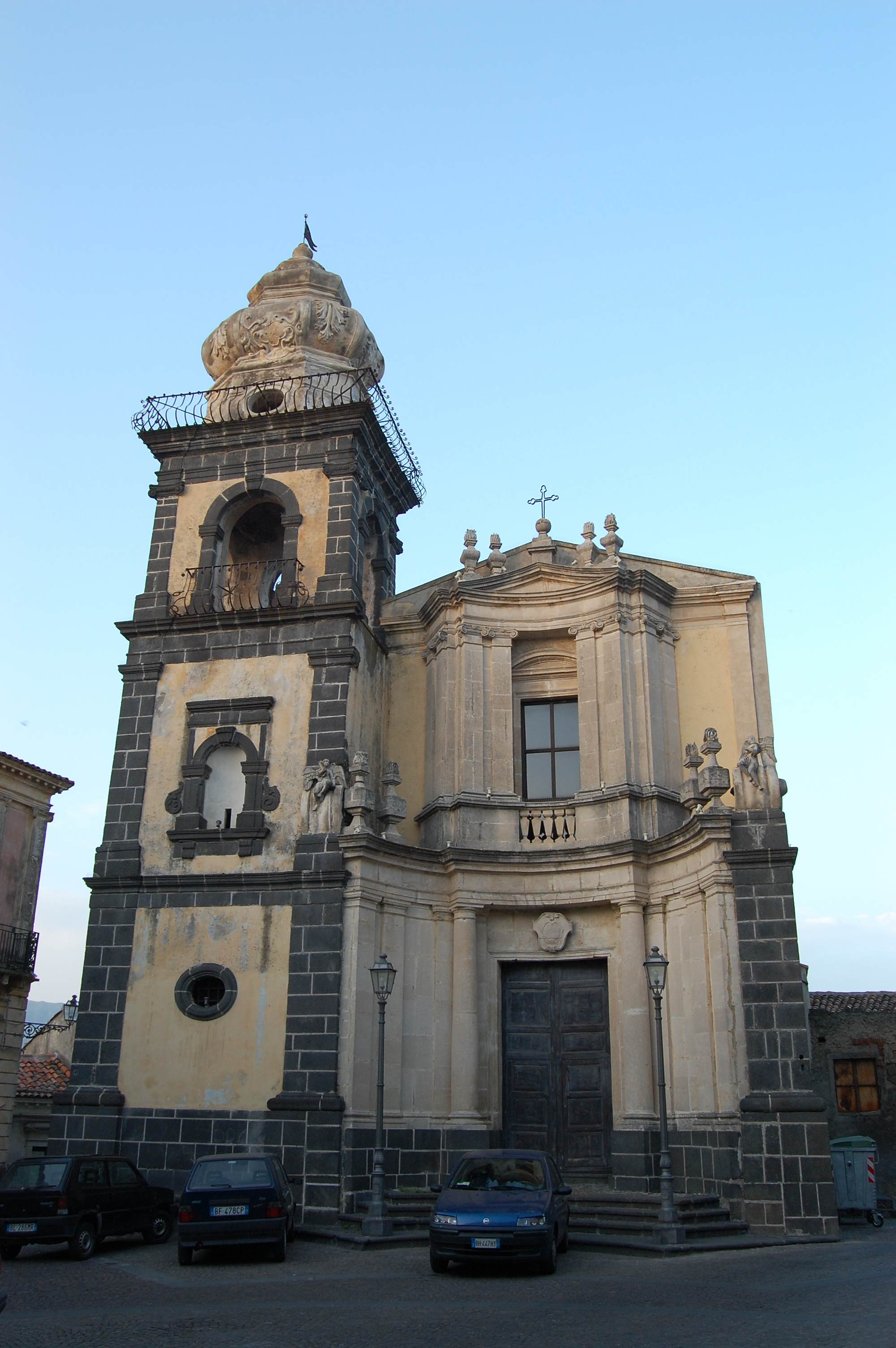
Церква Св. Антонія

Щорічний фестиваль відбувається першої неділі травня. Покровитель — Madonna della Catena.

## Демографія
Населення за роками:

Станом на 31 грудня 2014 року в муніципалітеті офіційно проживав 131 іноземець з 14 країн, серед них 95 громадян країн Євросоюзу та 4 громадяни України.

## Сусідні муніципалітети
- Адрано
- Бельпассо
- Б'янкавілла
- Бронте
- Калатаб'яно
- Франкавілла-ді-Січилія
- Гадж
- Граніті
- Лінгуаглосса
- Малетто
- Мальванья
- Мойо-Алькантара
- Мотта-Камастра
- Ніколозі
- П'єдімонте-Етнео
- Рандаццо
- Роччелла-Вальдемоне
- Сант'Альфіо
- Таорміна
- Цафферана-Етнеа